# Rampla Juniors Fútbol Club
Maillots
Actualités
Le Rampla Juniors Fútbol Club est un club uruguayen de football basé à Montevideo.

## Historique
- 1914 : fondation du club

## Palmarès
- Championnat d'Uruguay
  - Champion : 1927

- Championnat d'Uruguay de deuxième division
  - Champion : 1944, 1980, 1992

## Anciens joueurs
- Ángel Labruna
- Jorge Manicera
- Juan Martín Mujica